# Aleixo (Manaus)
O Aleixo é um bairro do município brasileiro de Manaus, capital do estado do Amazonas. Localiza-se na Zona Centro-Sul da cidade. De acordo com o censo do Instituto Brasileiro de Geografia e Estatística (IBGE), sua população era de 24 417 habitantes em 2017. O Índice de Desenvolvimento Humano (IDH) em 2010 era de 0,930, considerado muito alto.

## História
Surgido no início dos anos 40, e cujo nome é proveniente da antiga estrada que cruza o próprio bairro, a Estrada do Aleixo (Atualmente Avenida André Araújo), que foi construída para ligar o Centro de Manaus ao bairro Colônia Antônio Aleixo, local usado para abrigar doentes de Hanseníase após a desativação do leprosário de Penna em Paricatuba. O Bairro Abrigava um lixão, que virou o Horto municipal e atualmente é o Parque Cidade das Crianças. A expansão se deu da mesma forma que todos os bairros da periferia de Manaus, através de invasões e loteamentos irregulares, porém o bairro foi ganhando infraestrutura básica e foram construídos conjuntos residenciais que são a principal construção.

## Estrutura

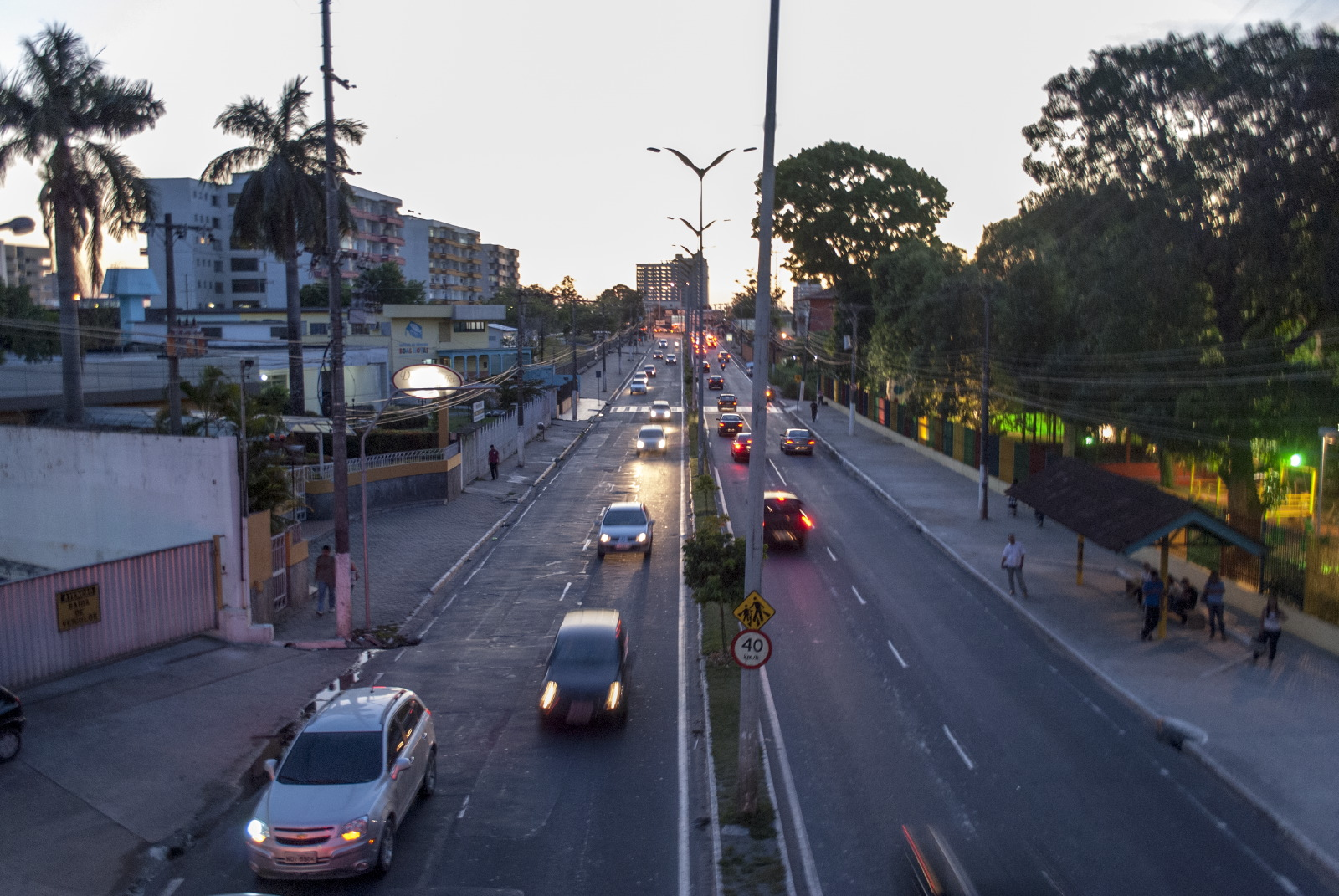
Avenida André Araújo, Aleixo.

O bairro é dividido em diversos conjuntos como o Jardim Paulista, Belo Horizonte, Morada do Sol, Garajão, Petros e Tiradentes. O conjunto Morada do Sol, possui uma área de concentração de edifícios, um terreno chamado de "Barro Amarelo" famoso por seus campos de futebol em terreno barrento e foi comprado por construtoras.
A Praça Ivete Cintra que fica no conjunto Jardim Paulista, foi inaugurada nos anos noventa e nunca foi reformada
No limite do bairro do Aleixo com o Coroado fica o viaduto Gilberto Mestrinho.
O campo de futebol do Vicentão possui uma liga tradicional de futebol master, a Liga do Aleixo
O bairro abriga as principais emissoras de telecomunicação como a  Rede Amazônica de Rádio e Televisão, a TV e jornal A Crítica, Band Amazonas antiga TV Rio Negro, região conhecida como a cidade das comunicações. Importantes prédios públicos também são encontrados no local como a Sefaz, o Tribunal de Justiça do Estado do Amazonas, o Tribunal Regional Eleitoral do Amazonas, a Delegacia Regional do Ministério do Trabalho, o Ministério Público Federal, o Ministério Público Estadual e Semosb (Secretaria Municipal de Obras).